# بينيفونتين
بينيفونتين (بالفرنسية: Bénifontaine)‏ هي بلدية تقع في إقليم باد كاليه من منطقة نور با دو كاليه في شمال فرنسا. تبلغ مساحة هذه المدينة 4.84 (كم²)، وترتفع عن سطح البحر 25 م، يبلغ عدد سكانها 325 نسمة حسب إحصاء المعهد الوطني للإحصاء والدراسات الاقتصادية سنة 2009 م. وترأس Jacques Jakuboszczak البلدية خلال فترة (2008-2014).